# Annie Chapman
Annie Chapman, nacida Eliza Ann Smith (25 de septiembre de 1840-8 de septiembre de 1888), fue una meretriz y una de las víctimas de los asesinatos de Whitechapel. Su muerte ha sido atribuida al famoso asesino en serie no identificado Jack el Destripador, quien se cree mató y mutiló al menos a cinco mujeres en el área de Whitechapel, en Londres, desde finales de agosto hasta principios de noviembre de 1888.

## Vida y antecedentes
Nacida el 25 de septiembre de 1840, Annie Chapman era hija de George Smith, miembro del Segundo Regimiento de la Guardia Británica, y de Ruth Chapman; ambos contrajeron matrimonio en Paddington el 22 de febrero de 1842. Smith, quien servía como soldado al momento del enlace, se convirtió posteriormente en empleado doméstico. Annie tenía cuatro hermanos pequeños: Emily Latitia (nacida en 1844), Georgina (nacida en 1856), Miriam Ruth (nacida en 1858) y Fountain Smith (nacido en 1861). Anne pasó los primeros años de su vida entre Windsor y Londres debido al trabajo de su padre, quien se había enlistado en 1834 en el Segundo Regimiento de Life Guards. Tras el nacimiento de Emily la familia se mudó a Knightsbridge, donde George encontró trabajo como valet (finalmente se trasladarían a Berkshire en 1856). De acuerdo con su hermano Fountain, Annie «bebió por primera vez cuando era muy joven», y aunque tanto él como dos de sus hermanas trataron de hacer que firmase un juramento según el cual se comprometía a no volver a beber, Annie «fue tentada y cayó» pese a los esfuerzos de sus hermanos por disuadirla.
El censo de 1861 muestra que todos los miembros de la familia, salvo Annie, se habían trasladado a la parroquia de Clewer, siendo probable que ella residiese en Londres trabajando como empleada doméstica. George, también conocido bajo el nombre de William Smith, servía como valet del capitán Thomas Naylor Leland, miembro de la caballería de Yeomanry de Denbighshire. El 13 de junio de 1863, Smith acompañó a Leland a una carrera de caballos, hospedándose ambos esa misma tarde en la posada Elephant and Castle, en Wrexham, donde por la noche Smith se suicidó cortándose la garganta.

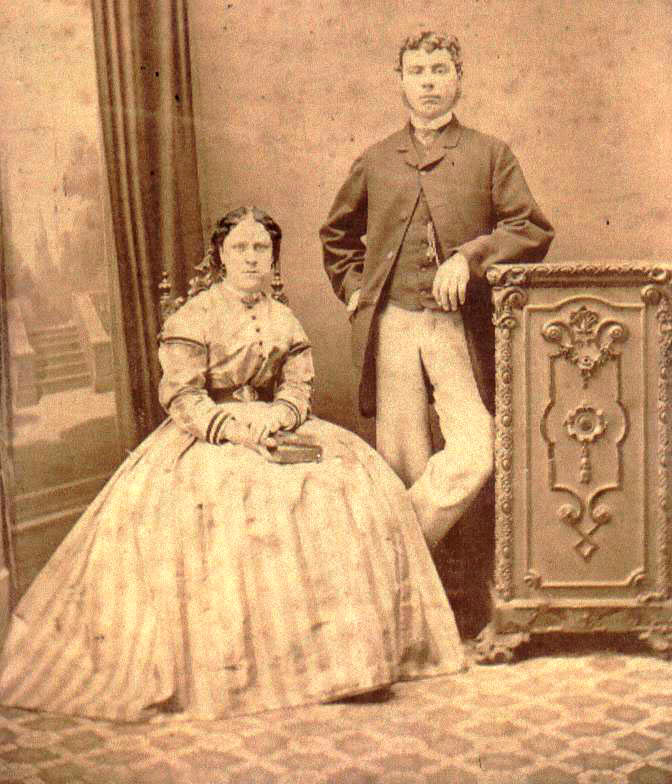
Retrato de bodas de Annie Chapman y su esposo (1 de mayo de 1869).

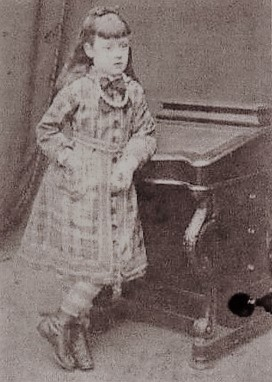
Emily Ruth Chapman (hacia 1879).

El 1 de mayo de 1869, Annie contrajo matrimonio con el cochero John Chapman en All Saints Church, en el distrito de Knightsbridge, en Londres, sirviendo como testigos del enlace Emily Latitia y un amigo de George llamado George White. La pareja residió inicialmente en el n.º 29 de Montpelier Place, en Brompton, según consta en el certificado de matrimonio, aunque se cree que ambos residieron por un corto periodo de tiempo con White y su esposa en Bayswater. En 1870 se mudaron al n.º 1 de Brook Mews, en Bayswater, y en 1873 al n.º 17 de South Bruton Mews, en Berkeley Square, encontrando George trabajo a principios de la década de 1870 como empleado al servicio de un noble en Bond Street. El matrimonio tuvo tres hijos: Emily Ruth Chapman (nacida el 25 de junio de 1870), Annie Georgina Chapman (nacida el 5 de junio de 1873) y John Alfred Chapman (nacido el 21 de noviembre de 1880), quien sufría de una discapacidad física. Emily Ruth nació en la casa de la madre de Annie en Montpelier Place, mientras que Annie Georgina nació en South Bruton Mews y John Alfred en Bray, Berkshire. El matrimonio buscó ayuda para su hijo en un hospital de Londres antes de internarlo en una institución para discapacitados próxima a Windsor, lugar al que se trasladaron en 1881 y donde John consiguió trabajo como cochero de Josiah Weeks, administrador de una granja, viviendo la familia en el ático de St. Leonard Hill Farm Cottage. Annie había luchado contra su adicción en su etapa adulta, y para 1880 había dejado de beber, si bien se cree que la discapacidad de su hijo supuso su recaída en el alcoholismo. La muerte de Emily Ruth con doce años de edad a causa de meningitis provocó que John empezase también a consumir grandes cantidades de alcohol y que los problemas que Annie ya arrastraba con la bebida se agravasen, separándose ambos de mutuo acuerdo en 1884 y reteniendo John la custodia de la única hija superviviente de la pareja (los motivos de la separación fueron supuestamente el alcoholismo de Annie y su «inmoralidad»). En los siguientes años Annie fue detenida numerosas veces por embriaguez en Clewer y Windsor, aunque no hay constancia de que fuese llevada ante una corte de magistrados por estos arrestos. Al momento de su muerte, su hijo John seguía bajo el cuidado de una institución de caridad, mientras que su hija Annie Georgina se encontraba de gira con un circo ambulante en Francia, si bien según el censo de 1891, Annie Georgina vivía en Kidlington, Oxfordshire, con su tía Emily y la familia de esta, trabajando como sirvienta hasta su matrimonio en 1895, aunque también se afirma que tanto ella como su hermano se hallaban viviendo en 1891 en casa de su abuela en Knightsbridge.
Chapman se trasladó eventualmente a Whitechapel, donde en 1886 se hallaba viviendo en un albergue situado en el n.º 30 de Dorset Street, en Spitafields, con un hombre el cual se dedicaba a la fabricación de cedazos de alambre (wire sieves en inglés); debido a esto, Annie solía ser conocida como Annie «Sievey» o «Siffey». Annie había estado recibiendo una pensión de diez chelines semanales desde la separación de su esposo, si bien a finales de 1886 los pagos cesaron. Tras informarse sobre la interrupción de dichos pagos, Chapman descubrió a través de su cuñado, quien vivía en Oxford Street, en Whitechapel, que su marido había muerto en la Navidad de 1886 a causa de cirrosis e hidropesía. El hombre con el que estaba viviendo la abandonó al poco tiempo y se mudó a Notting Hill, posiblemente a raíz del cese del pago de su pensión. Una de sus amistades, Amelia Palmer, testificaría posteriormente que Annie sufría de depresión y que parecía haber perdido las ganas de vivir.
Desde mayo hasta junio de 1888, Annie, a quien sus amigos solían llamar «Dark Annie» («Annie la Morena») debido a su pelo oscuro, vivió con regularidad en el albergue de Crossingham, situado en el n.º 35 de Dorset Street, propiedad de William Crossingham cuyo encargado era Timothy Donovan. Poco antes de su muerte, Annie había mantenido una relación con Edward Stanley, un ayudante de albañil. Antes de la muerte de su marido, Annie vivía de la pensión que este le pasaba así como de la obtención de algunos ingresos gracias a labores de ganchillo, a la fabricación de antimacasares y a la venta de flores, debiendo recurrir a la prostitución tras enviudar para poder sobrevivir. Un conocido la describió como «muy civil y trabajadora cuando sobria», aunque reconoció ver en ella «lo peor a causa de la bebida» (según fuentes contemporáneas, Annie era inteligente y sociable aunque sentía debilidad por el alcohol, particularmente el ron).
En agosto de 1888, Chapman fue a visitar a su hermano Fountain en Commercial Road. Poco después, en la semana previa a su muerte, Annie se sintió enferma tras haber sufrido contusiones a raíz de una pelea con Eliza Cooper, residente en el albergue de Crossingham. Según testimonios, ambas eran rivales por el afecto de un vendedor ambulante llamado Harry, si bien Eliza declaró que la disputa se había producido en el albergue a causa de una pastilla de jabón que ella le había prestado a Annie y que esta no le había devuelto, habiendo discutido ambas previamente en el pub Britannia. Como consecuencia del altercado, Chapman tenía un ojo morado y un moratón en el pecho, siendo estas marcas todavía visibles durante la autopsia. Annie mostró estas contusiones a Amelia Palmer cuando ambas se encontraron en Dorset Street el 3 de septiembre, informando Chapman a Palmer de que si lograba conseguir un par de botas de su hermana, tal vez iría a recoger lúpulo al campo.

## Últimas horas y muerte

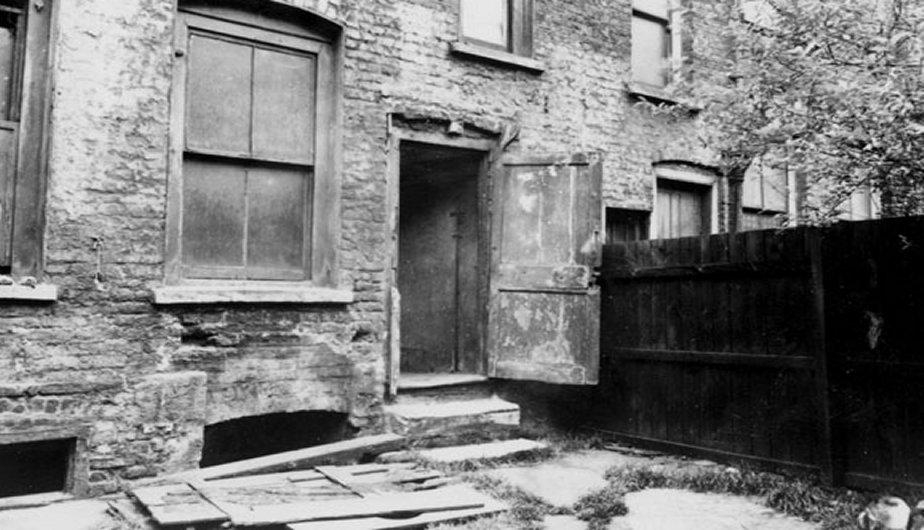
Patio trasero del n.º 29 de Hanbury Street, donde Annie Chapman fue asesinada, fotografía de la década de 1890.

Hacia las 17:00 horas del 7 de septiembre, Amelia Palmer vio nuevamente a Annie en Dorset Street. Chapman estaba sobria y Palmer le preguntó si iba a Stratford, lugar donde al parecer Annie ejercía la prostitución, si bien esta le dijo que estaba demasiado enferma para hacer nada. Palmer se fue pero volvió unos minutos después, descubriendo que Annie no se había movido. Según Palmer, Chapman le dijo: «No sirve de nada que me venga abajo. Debo reponerme y salir a buscar algo de dinero o no tendré alojamiento». A las 23:30 horas, Chapman regresó al albergue de Crossingham y pidió permiso para entrar en la cocina. Frederick Stevens, inquilino del albergue, declaró haber tomado una pinta de cerveza con Annie, quien al parecer estaba un poco bebida, hacia las 00:10 horas del 8 de septiembre. En la cocina se encontró Chapman a las 00:12 horas con William Stevens, otro inquilino, quien acababa de entrar. Annie le dijo que había ido a Vauxhall a ver a su hermana para conseguir algo de dinero, recibiendo cinco peniques. Steven vio a Annie sacar del bolsillo una caja rota de píldoras la cual terminó por romperse del todo, cogiendo Chapman un sobre de la repisa de la chimenea para guardar las píldoras en él, tras lo cual se marchó, regresando al albergue a la 1:35 horas, donde comió una patata horneada. John Evans, el vigilante nocturno, fue enviado a recoger el dinero del alquiler de Annie de esa noche. Ella fue al piso superior para ver a Donovan en su despacho y decirle que no tenía dinero suficiente para pagar la cama que ocupaba habitualmente, la n.º 29, aunque le pidió que se la reservase asegurándole que pronto conseguiría el dinero necesario, a lo que Donovan replicó: «No tienes dinero para tu cama, pero sí para cerveza», no obteniendo respuesta por parte de ella. Después de abandonar la oficina, Annie se quedó en la puerta dos o tres minutos: «No te preocupes, Tim, volveré pronto», diciéndole por su parte a Evans: «No tardaré, Brummy [apodo de John]. Vigila que Tim me guarde la cama». Tras esto, Evans la vio salir y entrar en Little Paternoster Row, dirigiéndose hacia Brushfield Street y después hacia Spitafields Market.
En la posterior investigación, una testigo, Elizabeth Long, testificó haber visto a Annie caminando con un hombre hacia las 5:30 horas cerca del patio trasero del n.º 29 de Hanbury Street, en Spitalfields. Long describió al hombre como de aproximadamente cuarenta años, un poco más alto que Chapman, de cabello oscuro, extranjero, y con aspecto de caballero. Según su declaración, el hombre llevaba puesta una cervadora y un abrigo oscuro. Long escuchó que el hombre le decía a Annie «¿quieres?», a lo que ella respondió «sí», siendo Long probablemente la última persona en ver a Annie con vida sin contar a su asesino. El cuerpo de Chapman fue descubierto poco antes de las 6:00 horas por John Davis, un cochero que vivía en el tercer piso del n.º 29 con su esposa y sus tres hijos. Después de alertar a James Green, James Kent y Henry Holland, Davis fue a la comisaría de Commercial Street, regresando posteriormente a Hanbury Street. El cadáver estaba acostado en el suelo del patio, con la cabeza cerca de las escaleras que conducían a la puerta de acceso al mismo. John Richardson, hijo de un residente del edificio, había estado sentado en las escaleras hacia las 4:45 horas arreglando un trozo de cuero suelto de su bota, mientras que el carpintero Albert Cadosch había entrado al patio del n.º 27, contiguo al n.º 29, hacia las 5:30 horas, escuchando voces en el patio de al lado, entre las que distinguió a una mujer diciendo «no», seguidas por el sonido de algo cayendo contra la valla que separaba ambos espacios.
En la escena del crimen fueron halladas, entre otros elementos: dos píldoras, las cuales Annie llevaba consigo a causa de su grave condición pulmonar (la autopsia reveló que sufría de una enfermedad crónica en el tejido cerebral y en los pulmones, lo que posiblemente era tuberculosis, mostrando, además, síntomas de sífilis, por lo que lo más probable es que le quedasen solo unos pocos meses de vida); parte de un sobre; un trozo de muselina y un peine. Unos anillos de latón que Chapman llevaba antes de su asesinato nunca fueron recuperados debido posiblemente a que estos fueron robados o empeñados por la propia Annie, si bien los mismos fueron buscados sin éxito en todas las casas de empeño de la zona. Por su parte, el sobre llevaba el escudo del regimiento de Sussex, lo que llevó a relacionarlo inicialmente con Stanley, quien fingía ser pensionista del ejército, si bien esta hipótesis fue descartada cuando el rastro del sobre condujo a los investigadores hasta el albergue de Crossingham, descubriendo que Annie lo había cogido para guardar en él las píldoras. La prensa afirmó que habían sido hallados dos cuartos de penique en el patio, si bien esto no figura en los registros policiales conservados. El inspector local de la Policía Metropolitana Edmund Reid, de la División H de Whitechapel, mencionó este hecho en la investigación en 1889, mientras que el comisario de policía Henry Smith habló de ello en sus memorias, si bien las mismas carecen de credibilidad al presentarse los hechos de manera dramatizada, además de haber sido redactadas más de veinte años después del suceso. Smith sostuvo que las monedas habían sido empleadas por estudiantes de medicina con el fin de hacerse pasar por aristócratas ante prostitutas incautas, sugiriendo que el culpable era un estudiante de medicina, aunque el precio medio de un servicio sexual en el East End en aquel entonces era, al parecer, mucho menor.
El primer oficial en llegar a la escena del crimen fue el inspector de la División H Joseph Luniss Chandler. El asesinato fue rápidamente relacionado con otros crímenes similares cometidos en el distrito, particularmente con el de Mary Ann Nichols, acaecido una semana antes. Al igual que Chapman, Nichols había sufrido un corte profundo en la garganta así como mutilaciones en el abdomen, habiendo sido empleada una hoja de diseño y dimensiones similares en ambos casos. Donald Swanson, inspector jefe de Scotland Yard puesto al mando del caso el 15 de septiembre, informó de que una investigación había sido llevada a cabo de manera inmediata para averiguar si alguien había entrado en algún albergue aquella mañana con sangre en las manos o en la ropa o bajo alguna circunstancia sospechosa. El cadáver de Annie fue conducido más tarde aquel día a la morgue de Whitechapel en la misma ambulancia policial empleada en el caso de Nichols (la cual era lo suficientemente larga como para transportar un ataúd) por el sargento Edward Badham, quien sería el primero en testificar en la subsecuente investigación.

## Investigación

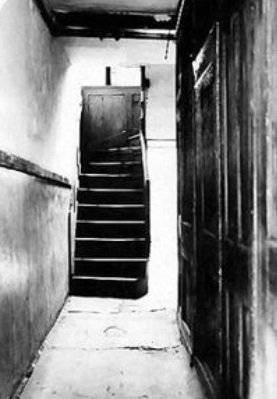
Pasillo que conducía al patio trasero del n.º 29 de Hanbury Street, fotografía tomada en septiembre de 1888, poco después del crimen.

La investigación fue abierta el 10 de septiembre en el Working Lad's Institute, en Whitechapel, por el juez Wynne Edwin Baxter. Las pruebas indicaban que Chapman había sido asesinada como muy tarde a las 5:30 horas en el lugar donde había sido hallado su cuerpo; el patio trasero de un edificio ocupado por diecisiete personas, si bien una de ellas no se hallaba en él al momento de cometerse el crimen, no habiendo visto u oído nada sospechoso ninguno de los habitantes del inmueble. El pasillo que conducía desde el edificio hasta el patio siempre estaba accesible puesto que era frecuentado por los residentes a todas horas, estando la puerta de entrada abierta cuando fue descubierto el cuerpo. John Richardson declaró que solía ver a extraños, tanto hombres como mujeres, en el pasillo del edificio. Según informes, Annie llevaba consigo los siguientes objetos entre ropa y pertenencias al momento de su muerte: Un abrigo largo y negro, que le llegaba por debajo de las rodillas; una falda negra; dos corsés (uno de ellos de color marrón); dos enaguas; un bolsillo bajo la falda y atado a la cintura con tiras (vacío cuando se encontró); botas con cordones; medias a rayas blancas y rojas; un pañuelo, con un amplio ribete rojo, atado en la parte delantera de su cuello (llevaba una bufanda atada de la misma manera cuando salió del albergue); un trozo de muselina; un cepillo de dientes pequeño; un peine envuelto en papel y un trozo de un sobre el cual contenía dos píldoras (el sobre llevaba estampado «Londres, 28 de agosto de 1888» y escrita parte de una dirección; la letra «M», el número 2 y la letra «S»).
El cirujano George Bagster Phillips describió el cadáver tal y como lo vio en el patio a las 6:30 horas, figurando dicha descripción en The Times el 14 de septiembre:

El brazo izquierdo estaba sobre el pecho derecho. Las piernas en posición ascendente, los pies descansando en el suelo y las rodillas hacia fuera. La cara estaba hinchada y reposaba sobre el lado derecho. La lengua sobresalía entre los dientes delanteros, pero no más allá de los labios. La lengua estaba, evidentemente, muy hinchada. Los dientes delanteros eran perfectos hasta el primer molar, arriba y abajo, y eran muy buenos dientes. El cuerpo estaba terriblemente mutilado [...] la rigidez del los miembros no era marcada, pero estaba empezando, claramente. Vio que la garganta había sido profundamente cortada, que la incisión a través de la piel era irregular y rodeaba todo el cuello. En la empalizada de madera entre el patio trasero y el siguiente, se podían ver manchas de sangre, que correspondían con el lugar donde yacía la fallecida. Estaban a 14 pulgadas del suelo, y justo por encima de donde estaba la mancha de sangre proveniente del cuello. Cree que el instrumento usado en el abdomen y en la garganta fue el mismo. Debe ser un cuchillo muy afilado, con un filo muy delgado y estrecho, y debe ser de unas 6 u 8 pulgadas como mínimo, probablemente más. Cree que las  heridas no podían haber sido infligidas por una bayoneta. Podrían haber sido obra de un instrumento como el que los forenses usan en los exámenes postmortem, pero el instrumental habitual de un cirujano no contiene semejante pieza. Los cuchillos que usan los matarifes, bien equilibrados, podrían haber causado las heridas. Cree que los cuchillos usados por los que trabajan con cuero no tienen el filo lo bastante grande. Hay señales de conocimientos de anatomía [...] cree que la fallecida llevaba muerta dos horas, y probablemente más, la primera vez que la vio. Pero cree oportuno mencionar que era una mañana bastante fría, y que el cuerpo habría tenido tendencia a enfriarse más rápido por haber perdido una gran cantidad de sangre. No había evidencias de que se hubiese producido una lucha. Está seguro de que la fallecida entró viva en el patio trasero.
Había un pañuelo atado a la garganta de la fallecida cuando la vio esa mañana. Cree que no fue atado después del corte en la garganta.
Notó la misma hinchazón en la lengua. Había un moratón en la sien derecha. En la parte de arriba del párpado había un moratón, y dos más, cada uno del tamaño del pulgar de un hombre, en la parte de arriba del pecho. La rigidez de los miembros era ahora muy marcada. Había un moratón en la mitad del hueso de la mano derecha. Tenía una vieja cicatriz a la izquierda del hueso frontal. La rigidez era más perceptible en el lado izquierdo, especialmente en los dedos, que estaban parcialmente cerrados. Había una abrasión en el dedo anular, con claras marcas de un anillo, o anillos. La garganta había sido cortada tal y como es descrito antes. Las incisiones en la piel indicaban que habían sido hechas de izquierda a derecha. Había dos cortes limpios al lado izquierdo de la espina dorsal. Eran paralelos y los separaba más o menos una pulgada. Había otras mutilaciones, pero opina que ocurrieron después de la muerte de la mujer, que se debió a la gran pérdida de sangre por los cortes de la garganta. 
La difunta tenía una enfermedad pulmonar muy avanzada, y tenía las membranas cerebrales afectadas, pero no tuvo nada que ver con la causa de la muerte. El estómago contenía un poco de comida, pero no había señales de líquidos. No parecía que la difunta hubiese tomado alcohol, pero había señales de gran penuria y cree que estaba muy mal alimentada. Está convencido de que no bebió alcohol fuerte desde horas antes de su muerte. Las heridas, desde luego, no eran autoinfligidas. Los moratones en la cara son evidentemente recientes, especialmente los de la barbilla y el costado de la mandíbula, pero los moretones en la sien y en el pecho son anteriores — probablemente tenían unos días. Es de la opinión que la persona que cortó la garganta de la difunta la agarró por la barbilla, y luego comenzó el corte de izquierda a derecha. Piensa que es altamente improbable que ella pudiese gritar, pero respecto a la idea de que  pudiese haber sido amordazada, solo pudo señalar que la cara hinchada y la lengua hinchada eran señales de asfixia. 
El abdomen había sido totalmente abierto: los intestinos, separados de sus ataduras mesentéricas, habían sido extraídos y colocados sobre el hombro de la víctima; en la pelvis, el útero y sus apéndices con la parte de arriba de la vagina y los dos tercios posteriores de la vejiga habían sido totalmente extraídos. No se encontró rastro de esas partes, y los cortes eran limpios, evitando el recto, y dividiendo la vagina de forma que se evitó cualquier daño a la cerviz uterina. Obviamente es el trabajo de un experto — al menos, de alguien que tenía los suficientes conocimientos de anatomía como para extraer los órganos pélvicos con un golpe de cuchillo, que debe haber sido de unas 5 o 6 pulgadas de longitud como mínimo, probablemente más. El aspecto de los cortes le confirmó su opinión de que el instrumento usado, como el que había cortado el cuello, era muy afilado. La forma en que el cuchillo fue usado parece indicar un buen conocimiento de la anatomía. Cree que él mismo no podría haber causado todas la heridas descritas, incluso sin resistencia, en menos de un cuarto de hora. Si lo hiciese de manera cuidadosa, como es el deber de un cirujano, probablemente le habría llevado la mayor parte de una hora.

La tesis de que el asesino poseía conocimientos médicos fue rechazada por otros expertos. Debido a que el cadáver fue examinado extensamente en la escena del crimen, se ha sugerido que el útero fue extraído por el personal de la morgue, el cual solía aprovecharse de los cadáveres ya abiertos para extraer órganos con el fin de venderlos como especímenes quirúrgicos. El juez Baxter sostuvo la posibilidad de que Chapman hubiese sido asesinada deliberadamente para obtener su útero sobre la base de que un médico americano había estado investigando acerca de la compra de ese tipo de órganos en una escuela de medicina en Londres. The Lancet rechazó la tesis de Baxter señalando lo improbable y absurda que era así como que constituía «un grave error de juicio». El British Medical Journal rechazó igualmente el argumento de Baxter, informando que el médico americano era un reputado doctor que había abandonado el país dieciocho meses antes del asesinato. El propio Baxter terminaría desechando esa teoría, no volviendo a mencionarla jamás. El Chicago Tribune declaró que el médico era de Filadelfia mientras que el historiador Philip Sugden especuló posteriormente que el hombre en cuestión era Francis Tumblety.
La estimación de la hora de la muerte por parte de Phillips (a las 4:30 horas o antes) contradecía el testimonio de los testigos Richardson, Long y Cadosch, quienes situaban el deceso a una hora posterior. Los métodos en aquel entonces para estimar la hora de la muerte, como la medición de la temperatura corporal, eran rudimentarios, indicando el forense en la investigación que el cadáver podría haberse enfriado más rápido de lo esperado.

## Funeral

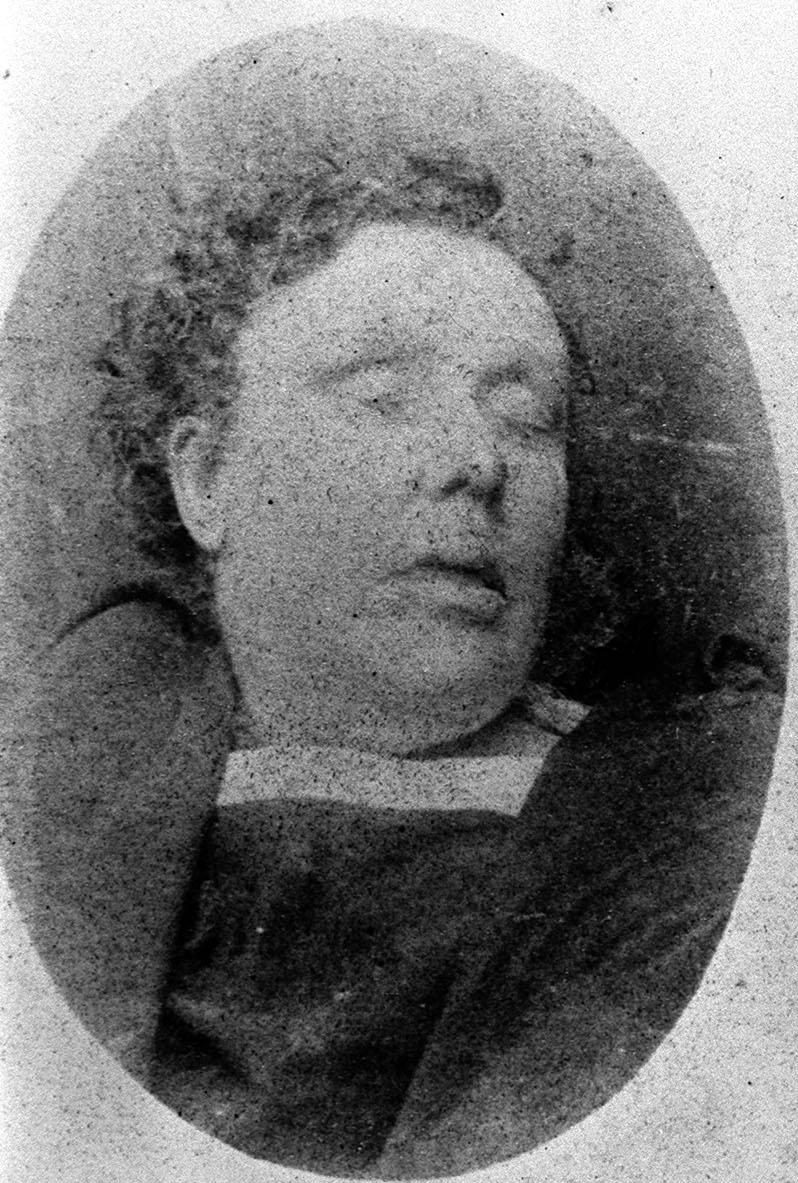
Foto del cuerpo de Annie Chapman.

Annie fue enterrada el 14 de septiembre de 1888. A las 7:00 horas, un coche fúnebre suministrado por el director de la funeraria de Hanbury Street, Henry Smith, acudió a la morgue de Whitechapel, en Montague Street, llevándose a cabo el entierro en la intimidad, siendo únicamente conocedores de los preparativos el enterrador, la policía y los familiares. El cuerpo fue depositado en un ataúd de olmo cubierto de negro y entregado a Harry Hawes, enterrador de Spitalfields, quien llevó a cabo el funeral. A las 9:00 horas, el coche fúnebre (sin comitiva para no atraer la atención del público) trasladó el cuerpo hasta el Manor Park Cemetery, en Sebert Road, donde recibió sepultura en una fosa común. Los familiares de Chapman, quienes pagaron el entierro, se reunieron con el féretro en el cementerio y, a petición expresa, mantuvieron el funeral en secreto, siendo los únicos dolientes en asistir. El ataúd llevaba inscritas las siguientes palabras: «Annie Chapman, muerta el 8 de septiembre de 1888, a los 48 años de edad». La tumba de Chapman ya no existe debido a que la misma quedó enterrada desde entonces, si bien en 2008 las autoridades del cementerio decidieron señalar su lugar de enterramiento aproximado con una placa.

## Hechos posteriores

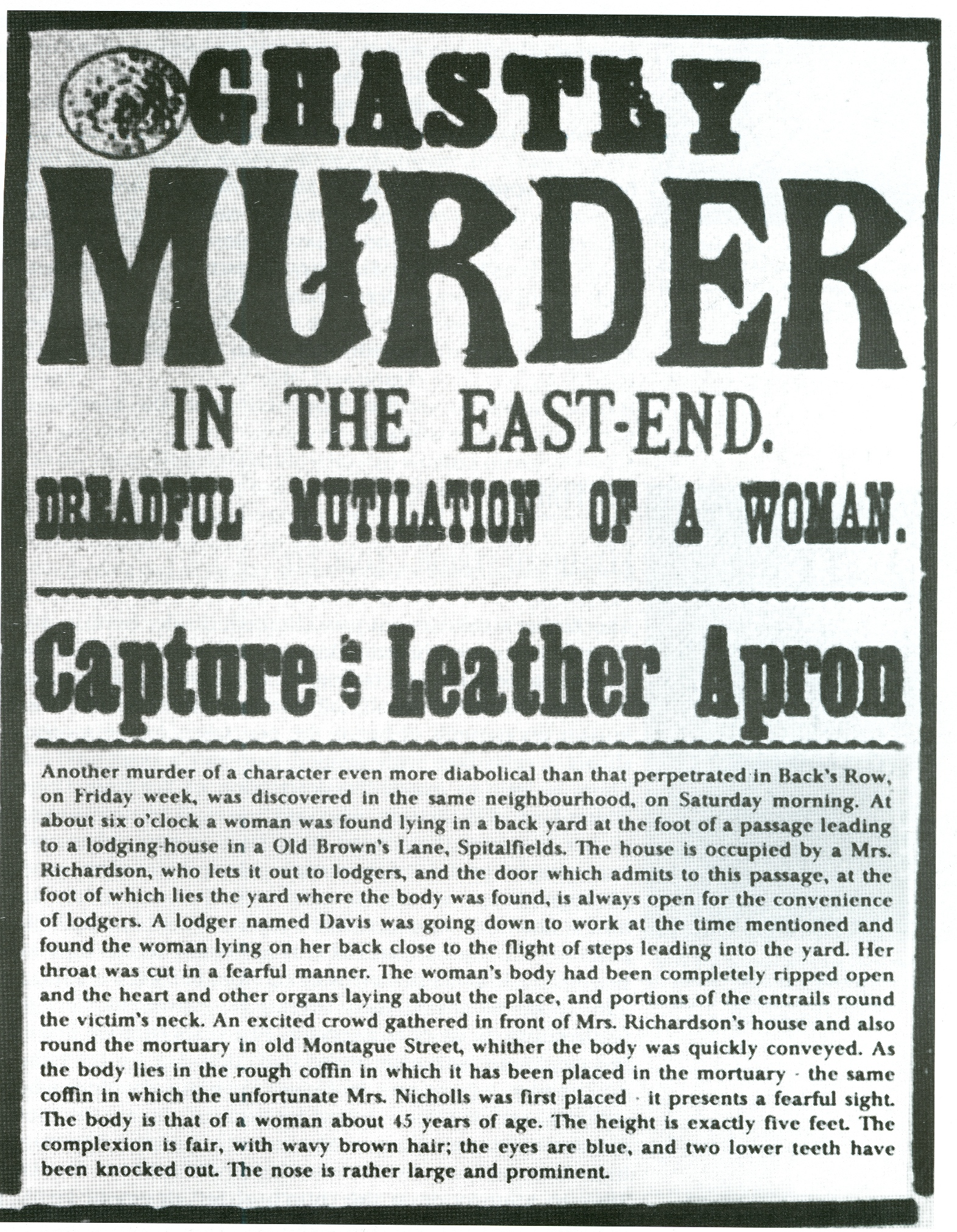
Página de un periódico que se refiere al asesino como «Mandil de Cuero» (septiembre de 1888).

Un mandil de cuero propiedad de John Richardson fue hallado bajo un grifo en el patio donde Annie había sido asesinada debido a que su madre lo había lavado. Richardson fue investigado por la policía, si bien terminó siendo descartado como sospechoso. Los informes confusos sobre el mandil alimentaron probablemente los rumores de que un judío local apodado «Mandil de Cuero» era el asesino. El Manchester Guardian informó lo siguiente: «Cualquier información que pueda estar en posesión de la policía considera que es necesario mantenerla en secreto [...] se cree que su atención está dirigida particularmente [...] a un personaje notorio conocido como "Mandil de Cuero"». Los periodistas se sentían frustrados por la reticencia de las autoridades a revelar detalles acerca de la investigación, por lo que tomaron la decisión de redactar artículos de cuestionable veracidad. Las descripciones de «Mandil de Cuero», en las cuales se hizo uso de estereotipos judíos, aparecieron en la prensa, si bien varios periodistas rivales rechazaron esto como «una consecuencia mítica de la fantasía del periodista». John Pizer, un polaco judío quien se dedicaba a la fabricación de calzado de cuero, fue apodado «Mandil de Cuero» y arrestado pese a la falta de evidencias, siendo liberado tras la confirmación de sus coartadas. Pizer obtuvo una compensación monetaria de al menos un periódico que lo había nombrado como el asesino, siendo el apodo «Mandil de Cuero» reemplazado al poco tiempo por el de «Jack el Destripador».
La policía llevó a cabo numerosos arrestos. El cocinero William Henry Piggott fue detenido tras haber sido hallado en posesión de una camisa manchada de sangre mientras hacía comentarios misóginos, si bien afirmó haber sido golpeado por una mujer y que la sangre presente en la camisa era suya, siendo posteriormente decartado. El carnicero suizo Joseph Isenschmid coincidía con la descripción de un hombre ensangrentado visto en actitud extraña en la posada propiedad de la señora Fiddymont la mañana del crimen. Isenschmid, quien destacaba por su largo bigote pelirrojo, tenía un historial de problemas psíquicos, siendo arrestado en un asilo mental. Por su parte, el peluquero alemán Charles Ludwig fue detenido tras haber intentado apuñalar a un hombre en un puesto de café poco después de haber atacado a una prostituta. Tanto Isenschmid como Ludwig fueron exonerados tras cometerse otro asesinato mientras estaban bajo custodia de las autoridades. Otros sospechosos mencionados en la investigación y en la prensa contemporánea fueron Friedrich Schumacher, el vendedor ambulante Edward McKenna, el boticario y enfermo mental Oswald Puckridge, y el estudiante de medicina John Sanders, si bien no hubo evidencias contra ninguno de ellos.
Edward Stanley fue descartado como sospechoso tras comfirmarse sus coartadas para dos de los homicidios cometidos. La noche del 30 al 31 de agosto, cuando Mary Ann Nichols fue asesinada, Stanley estaba de servicio con la milicia de Hampshire en Gosport, mientras que la noche del crimen de Chapman se hallaba en su alojamiento.